# Gołąbek czeski
Gołąbek czeski (Russula melzeri Zvára) – gatunek grzybów należący do rodziny gołąbkowatych (Russulaceae).

## Systematyka i nazewnictwo
Pozycja w klasyfikacji według Index Fungorum: Russula, Russulaceae, Russulales, Incertae sedis, Agaricomycetes, Agaricomycotina, Basidiomycota, Fungi.
Po raz pierwszy opisał go w 1927 roku Jaroslav I. Zvára. Epitetem gatunkowym uczcił czeskiego mykologa Václava Melzera. Alina Skirgiełło w 1991 r. nadała mu polską nazwę gołąbek Melzera, w 2003 r. Władysław Wojewoda zmienił ją na gołąbek czeski.

## Morfologia
Kapelusz
Średnica 2–3,2 cm, 2–3,2 cm, bardzo kruchy, płaski, a czasem nawet głęboko wklęsły, z tępym brzegiem, delikatnie zaokrąglonym, czasem niewyraźnie klapowanym. Powierzchnia początkowo gładka, następnie dość długo prążkowana, przynajmniej po wyschnięciu, o barwie karminowoczerwonej z ciemniejszym środkiem, czasem z lekkim miedzianym odcieniem w strefie środkowej. Skórka oprószona matowo, jakby ziarnista i punktowana na krawędziach z drobnymi punkcikami ciemniejszymi od tła.
Blaszki
Cienkie, przyrośnięte, o średniej gęstości, z kilkoma dużymi blaszeczkami, ale ledwie rozwidlone, zaokrąglone, wypukłe, tępe, o szerokości 3–5 mm, bardzo jasno kremowobiałe, następnie jasnoochrowe, pomiędzy ciepłym płowożółtym a jasnożółtym. Krawędzie nieco jaśniejsze, wyraźnie przeplatane żyłkami.
Trzon
Wysokość 1,7–2,5 cm, grubość 0,4–0,6 cm, cylindryczny, czasem lekko wygięty, kruchy, watowaty lub pusty, zwłaszcza u dołu, potem zupełnie pusty i miękki w środku. Powierzchnia początkowo biała, potem słomkowa, błyszcząca, mniej lub bardziej wyraźnie pomarszczona, u góry oprószona.
Miąższ
Cienki, bardzo delikatny, biały. Zapach owocowy, smak słodki. Z gwajakolem reaguje energicznie i szybko, zmieniając barwę na różową, z fenolem na karminowofioletową.
Cechy mikroskopowe
Zarodniki 7–8,5 × 5,7–7,5 µm, krótkie, odwrotnie jajowate do okrągłych, z dołkami, grudkowate, z bardzo rzadkimi połączeniami lub zaczątkami grzebienia w miejscu połączenia dwóch brodawek. Brodawki półkuliste, ścięte, osiągające 0,87 µm wysokości, dość liczne, wyraźnie amyloidalne. Wyrostek wnęki 1,37–1,5 × 0,87–1 µm, hilum nieregularne, brodawkowate na brzegu, wyraźnie amyloidalne. Podstawki 35-43 × 11-13 µm. Cystydy krótkie, 42–75 × 8–13 µm, maczugowate lub wrzecionowato-przewężone, ostrołukowe, tępe lub zakończone małym wyrostkiem. Epikutis złożony z rozgałęzionych, stosunkowo szerokich włosków o szerokości 3,5–7 µm, przemieszanych z cylindrycznymi lub maczugowatymi dermatocystydami z wieloma septami. Sferocyty średniej wielkości, bardzo delikatne, z przewodami mlecznymi lub bez nich, wąskie, z komórkami o zmiennej wielkości, osiągające średnicę 10–12 µm.

## Występowanie i siedlisko
Podano jego stanowiska tylko w Europie. W Polsce do 2003 roku jedyne stanowisko podał Stanisław Domański w 1999 r. w Roztoczańskim Parku Narodowym, ale w późniejszych latach podano następne stanowiska.
Naziemny grzyb mykoryzowy występujący w lasach, zwłaszcza bukowych i dębowych.